# 梶山博司
梶山 博司（かじやま ひろし、1955年（昭和30年）12月11日 - ）は、日本の工学者（博士（理学））。徳島文理大学学長。元広島大学理学部教授。元東京大学生産技術研究所寄付研究部門助教授。
広島大学大学院環境科学研究科自然科学専攻博士前期課程修了。広島大学理学部物性学科卒業。広島県出身。

## 経歴
広島県出身。1980年（昭和55年）に広島大学理学部物性学科を卒業し、1982年（昭和57年）に同大学大学院環境科学研究科自然科学専攻博士前期課程を修了。また1989年（平成元年）に同大学より博士（理学）を授与。
大学院修了後は日立製作所に入り、日立研究所主任研究員などを経て、その後、退職。2003年（平成15年）に東京大学生産技術研究所寄付研究部門の助教授に就任。2006年（平成18年）に広島大学大学院先端物質科学研究科の教授に就任し、2011年（平成23年）に同大学院の特任教授に就任。
2012年（平成24年）より徳島文理大学理工学部の教授に就任し、2021年（令和3年）に同大学の副学長を経て2025年（令和7年）より学長に就任。